# B'z LIVE-GYM 2015 -EPIC NIGHT-
『B'z LIVE-GYM 2015 -EPIC NIGHT-』（ビーズ・ライブジム・ツーサウザンドフィフティーン・エピック・ナイト）は、日本の音楽ユニット・B'zの映像作品。DVDとBlu-ray Discで発売。

## 概要
2015年3月11日から7月26日まで開催され、全国25ヶ所40公演、延べ52万人を動員したライブツアー『B'z LIVE-GYM 2015 -EPIC NIGHT-』より、千秋楽となったナゴヤドーム公演の模様を収録。
19thアルバム『EPIC DAY』を引っ提げたツアーとなっている。
アルバム『EPIC DAY』からは、ホール・アリーナ・ライブハウス公演で演奏されていた「Classmate」のみ未収録。アルバム収録曲が全曲演奏されたのは、9thアルバム『SURVIVE』以来となる。
オリコン週間BDは、映画『ジュラシック・ワールド』のBlu-rayに阻まれ、初登場2位となった。

## 演奏

### メンバー
- 松本孝弘：ギター、プロデュース
- 稲葉浩志：ボーカル

### サポートメンバー
- 増田隆宣：キーボード
- シェーン・ガラース：ドラム
- バリー・スパークス：ベース
- 大賀好修：ギター

## 収録映像曲
1. RED
  - スタジアム公演直前にリリースされた52ndシングル。スタジアム公演より「有頂天」に代わりオープニングナンバーとなり、”赤い風船の旅”のオープニングムービーの後に演奏された。
  - イントロのバンジョーの部分とコーラス部分が延長され、松本がギターを鳴らした瞬間に赤色のフラッグがステージ全面に吊るされる演出が行われた。稲葉はステージ横の階段状のセットから現れ、ステージに降りたところでAメロにつながる。
2. NO EXCUSE
  - サビの後の稲葉の台詞に合わせて、会場の女性客がステージ上の画面にランダムで映し出される演出が行われた。ここで初めてステージ後ろの 「EPIC NIGHT」のロゴ型の電飾が現れた。
3. YOU & I
  - 『B'z LIVE-GYM Pleasure 2000 "juice"』以来、約15年ぶりの演奏。映像化は本作が初。
  - メインステージ上に登場したピンクの巨大ブラジャー"EPICブラ"が回転すると[注釈 2]、その裏に「B'zのLIVE-GYMにようこそ！」と書かれており、稲葉の「B'zのLIVE-GYMにようこそー！」に続く形で演奏[5]。
  - ラストにサビがスローテンポで追加されている。
4. TIME
  - 「love me, I love you」、「Don't Leave Me」と日替わりで演奏。
5. HEAT
  - 『B'z LIVE-GYM 2012 -Into Free- EXTRA』以来約2年ぶりの演奏。
  - スタジアム公演ではイントロの電子音の部分が延長されたアレンジで演奏。
6. アマリニモ
  - 演奏の前に稲葉のMCが入る。
7. Exit To The Sun
  - 松本と大賀による短めのギターセッションからイントロに続くアレンジでの演奏。
8. Black Coffee
9. 君を気にしない日など
  - 2013年に行われた『B'z Special LIVE at EX THEATER ROPPONGI』以来、約2年ぶりの演奏。ホール・アリーナ公演で演奏されていた「Classmate」に代わりセットリストに加わった。
  - エンディングSEに使用された未発表曲がライブで演奏されるのは「New Message」以来2度目となる。
10. Man Of The Match
  - 松本とバンドメンバーによるジャズセッションからの演奏。Bメロの「コレデイイノダ」の部分を稲葉が観客に歌わせる演出が行われた（名古屋公演以外は「コレデイイノダ」の字幕がステージ上の全ての画面にテロップ表示されていたが、名古屋公演初日はメイン画面のみの表示、2日目は表示されていない）。
  - DVDではこの曲でDisc1が終了。
11. 熱き鼓動の果て
  - 『B'z LIVE-GYM 2002 "Rock n' California Roll"in Tokyo』以来、約13年ぶりの演奏。バンドメンバー紹介から増田のキーボードソロに続く形で演奏。アウトロが延長され、稲葉の「モウスグデアナタニアエル」の歌詞に合わせて延長されたステージが独立し、移動ステージごと松本と稲葉がアリーナ後方のサブステージへ移動する演出が行われた。
12. ZERO
  - サブステージでの演奏。稲葉と松本[3]によるスローテンポなブルースアレンジで[5]、歌詞を一部省略して演奏された。演奏の際、松本はスライドギター、稲葉はブルースハープとハイハットを使用した[5]。
13. Blue Sunshine
  - 『B'z SHOWCASE 2009 -B'z In Your Town-』以来、約6年ぶりの演奏。ホール・アリーナツアーでは「Baby, you're my home」と日替わりで演奏されていた。
  - メインステージのサポートメンバーとサブステージのB'z2人でアリーナの観客を挟んだ形で演奏され[3]、稲葉がアコースティック・ギターを演奏している。
14. 有頂天
  - ここから再び移動ステージにメンバーが乗り、メインステージへと移動する。移動中はサポートメンバーによるセッションが行われ、メインステージへと到着した松本のギターからイントロへとつながるアレンジでの演奏。
15. ultra soul
  - 稲葉によるアルバムタイトルについてのMCからの演奏。
16. スイマーよ!!
  - 『B'z LIVE-GYM 2008 "ACTION"』以来、約7年ぶりの演奏。『B'z LIVE-GYM 2001 "ELEVEN"』演奏時と同様に前曲からブレイクなしで演奏している。
17. BURN -フメツノフェイス-
  - 『SUMMER SONIC 2009』以来、約6年ぶりの演奏。松本のソロ楽曲「GO FURTHER」に続いて演奏された。
  - 中盤でステージ横左右に置かれたレーシングカーが宙吊りにされ観客の頭上にせり出し、ラストでは稲葉のシャウトに合わせてレーシングカーがステージ横に落下し爆発する演出が行われた[3]。
18. Las Vegas
  - イントロ前にコール&レスポンスが行われる。スロットマシンや自由の女神、ダイスなどを模した巨大バルーンが登場し、ステージ前面には電球が連なった照明が登場した[3]。
  - イントロで銀テープが発射された。
19. EPIC DAY
  - ツアータイトルナンバーにして、本編ラストナンバー。キーボードソロからイントロへ続く形で演奏された。
20. イチブトゼンブ
  - ここからアンコール。曲の冒頭で、松本のギターと稲葉のアカペラでサビのワンフレーズを演奏し、そのあとイントロに続くアレンジでの演奏。
21. 愛のバクダン
  - 『B'z LIVE-GYM Pleasure 2013 ENDLESS SUMMER』（一部のホール公演）に続いてアンコールラストナンバーであるが、レギュラーメニューとしてはリリースから10年目の本ツアーが初となる。一部のホール公演では「ギリギリchop」が演奏されていた。
  - 曲のラストで「GIMME YOUR LOVE -不屈のLOVE DRIVER-」のリフを弾き、セッションで終了する。映像では稲葉の「GIMME YOUR LOVE!」というフェイクも確認できる。この後、恒例の「お疲れー！」の後に「ひとりじゃないから -Theme Of LIVE-GYM-」が流れ、エンドロールへとつながる。

・エンドロールでは会場で流れていた客出し曲（未発表新曲）がフルで収録されている。ホール・アリーナ公演のドキュメント風映像とオープニングの”赤い風船の旅”がシンクロされた映像が流れる。